# Dendrodoris grandiflora
Dendrodoris grandiflora is een slakkensoort uit de familie van de Dendrodorididae. De wetenschappelijke naam van de soort is voor het eerst geldig gepubliceerd in 1827 door Rapp.